# Gustave Vauthier
Gustave-Charles Vauthier (Brussel, 11 januari 1861 - Ponta Grossa, 5 april 1923) was een Belgisch ingenieur van spoorwegen in Belgisch-Congo en Brazilië.

## Biografie
Gustave Vauthier was een zoon van Alfred Vauthier, advocaat, schepen van Brussel, hoogleraar aan de Université libre de Bruxelles en magistraat, en een broer van Maurice Vauthier, senator, minister en rector van de Université libre de Bruxelles.
Hij studeerde in 1884 af als ingenieur van bruggen en wegen aan de Rijksuniversiteit Gent. Vervolgens ging hij bij de Compagnie du chemin de fer du Grand Central Belge aan de slag. In 1887 verhuisde hij naar Belgisch-Congo, waar hij voor de Compagnie du Congo pour le Commerce et l'Industrie werkte. Hij was er betrokken bij de tracering van de nieuwe spoorlijn tussen Leopoldstad en Matadi.
Aan het einde van de 19e eeuw en het begin van de 20e eeuw wierven de Belgische ondernemingen Compagnie des Chemins de fer Sud-Ouest Brésilien en Compagnie Auxiliaire des Chemins de fer au Brésil verschillende Belgische ingenieurs en technici aan. Ook Vauthier maakte de overstap naar Brazilië. Hij werkte er voor de Compagnie des Chemins de fer Sud-Ouest Brésilien in Ponta Grossa aan de aanleg van een spoorlijn tussen Cruz Alta en Santa Maria. Hij was nadien directeur van de Compagnie Auxiliare des Chemins de Fer au Brésil van 1898 tot 1910 en 1919 tot 1920. Hij vestigde zich in Santa Maria, waar de onderneming eerst haar werkplaatsen en vervolgens haar operationeel centrum vestigde. Na de overname van de spoorlijnen door de staat Rio Grande do Sul in 1920 verhuisde Vauthier naar Ponta Grossa, het geboortedorp van zijn echtgenote, waar hij in 1923 overleed. 
Hij trouwde met de Braziliaanse Maria da Conceição Ribas. Ze kregen drie dochters, Suzanna, Helena en Alice, en een zoon, Alfredo. In 1905 wierf hij zijn schoonbroer Manuel Ribas aan als directeur van het bevoorradingsmagazijn van de werknemers van de Compagnie Auxiliaire des Chemins de fer au Brésil. Onder het leiderschap van Ribas groeide dit magazijn uit tot een van de grootste coöperatieve bedrijven in Zuid-Amerika. Ribas werd in 1928 als burgemeester van Santa Maria verkozen en nadien door president Getúlio Vargas als gouverneur van Paranà benoemd. In Santa Maria bouwde hij de woonwijk Vila Belga en was hij technisch adviseur bij de bouw van de nieuwe kathedraal.

### Eerbetoon
Een herdenkingsbord aan de ingang van de kathedraal vermeldt Vauthiers naam. In de woonwijk Vila Belga in Santa Maria werd een straat naar hem vernoemd, de Rua Doutor Wauthier. In Dom Pedrito werd een spoorwegstation naar hem vernoemd. Het gebouw werd in de jaren 1970 afgebroken.
Van 1917 tot zijn overlijden was hij bovendien Belgisch ereconsul in Porto Alegre.